# Leandro Lima (ur. 1985)
Luis Leandro Abreu de Lima (ur. 9 listopada 1985 w Fortalezie) – brazylijski piłkarz występujący na pozycji ofensywnego pomocnika.
W 2007 roku występował w reprezentacji Brazylii do lat 20. W jej barwach zdobył mistrzostwo Ameryki Południowej, a także wziął udział w mistrzostwach świata.

## Statystyki ligowe
| Rozgrywki                     | Poziom | Kraj             | Mecze | Bramki |
| ----------------------------- | ------ | ---------------- | ----- | ------ |
| Campeonato Brasileiro Série A | I      | Brazylia         | 46    | 5      |
| Campeonato Brasileiro Série B | II     | Brazylia         | 27    | 0      |
| Primeira Liga                 | I      | Portugalia       | 54    | 1      |
| K League 1                    | I      | Korea Południowa | 100   | 9      |